# Эльгинское плоскогорье
Эльги́нское плоского́рье — плоскогорье в Якутии, расположенное в средней части Яно-Оймяконского нагорья, между Верхоянским хребтом и хребтом Черского, в бассейне Эльги и Делиньи.
Плоскогорье сложено песчаниками и алевролитами. Преобладающие высоты составляют 1200—1400 м. Имеется множество озёр и кустарниковых болот.
Эльгинское плоскогорье покрыто тундровой растительностью. На склонах произрастает кедровый стланик, в долинах — лиственничное редколесье, в поймах — заросли тальника и тополевые рощи. На вершинах преобладает каменистая лишайниковая тундра.